# 东石龙天庙
东石龙天庙是一处古建筑，位于山西省吕梁市汾阳市三泉镇东石村，建于元、清。
龙天庙是一种民间信仰祠庙，集中在山西中部地区，尤其是介休、孝义、汾阳，最初祭祀西晋介休县令贾浑及其夫人。
2021年8月4日，东石龙天庙公布为第六批山西省文物保护单位。
2021年11月，汾阳市连降大雨，汾阳市人民检察院牵头开展“文物保护”专项行动，保护该市新增的12处第六批省级文物保护单位，包括岅峪东岳庙、东石龙天庙、后沟玲珑塔、刘家堡关帝庙旧址等，了解现存安全隐患情况，启动行政公益诉讼诉前程序，推进文物保护工作。